# Monumento di Bukhansan

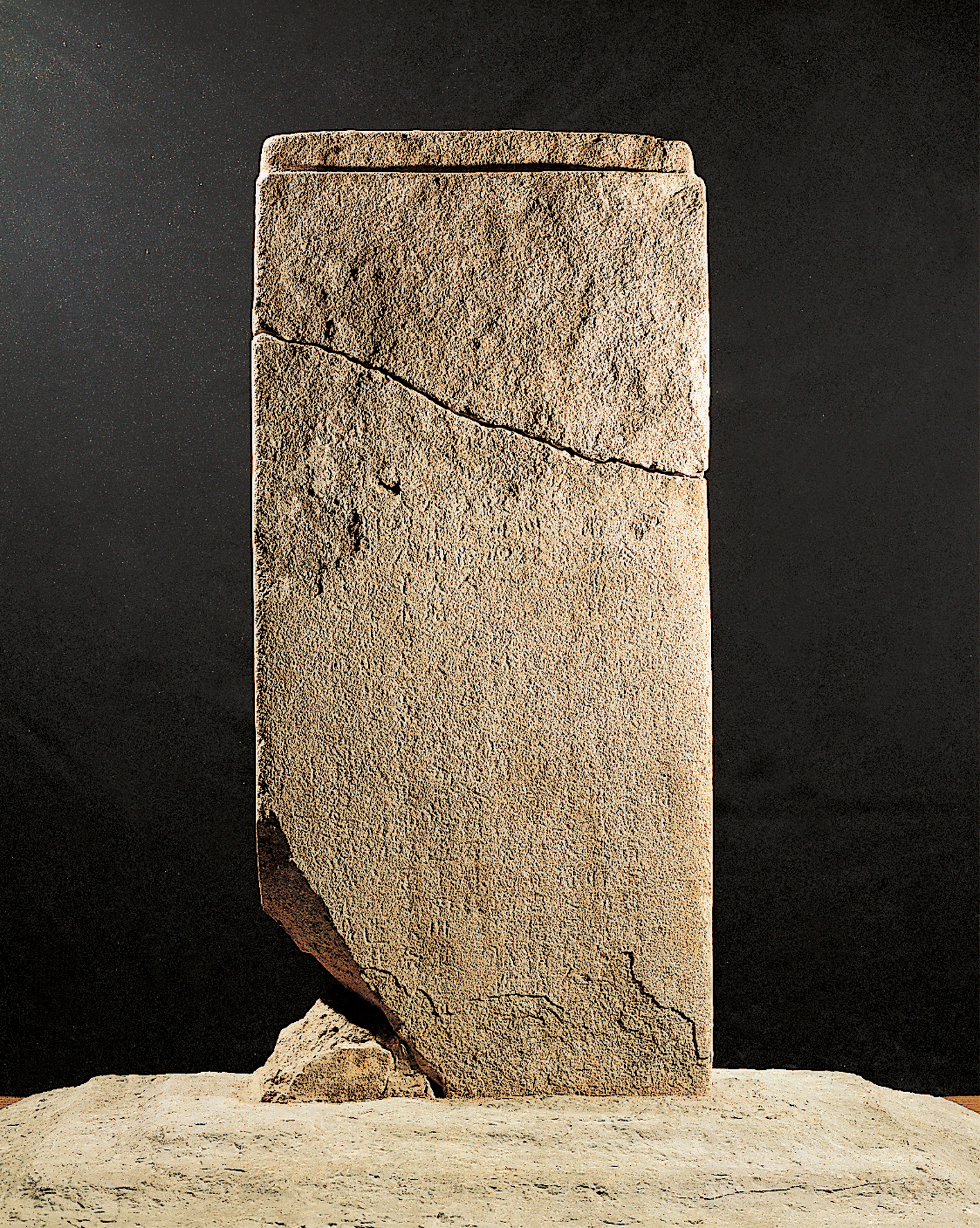
Frontale della stele conservata nel Museo Nazionale

Il monumento di Bukhansan è una stele eretta tra il 561 o il 568 per commemorare la visita del sovrano Jinheung di Silla ai confini delle sue nuove acquisizioni territoriali nell'area attorno al fiume Han. Questo monumento era originariamente posizionato sul picco Bibong, il più alto della catena del Bukhansan, ma venne poi rimosso e trasportato nel palazzo Gyeongbokgung al fine di preservarlo. Oggi la stele si trova nel museo nazionale della Corea ed è stato inserito nella lista del tesoro nazionale della Corea del Sud con il numero 3.
Sebbene abbia perso una parte che era posta sulla sua sommità, l'attuale stele misura 1,54 m in altezza e 69 cm di profondità. L'iscrizione, composta in caratteri cinesi e per lo più erosa dal tempo, descrive la visita del sovrani nei territori annessi di recente al regno di Silla così come il seguito reale che ha presenziato alla visita.
Il monumento venne dimenticato fino al 1816, sotto il regno di Sunjo di Joseon, quando il famoso calligrafo ed epigrafista Kim Jeong-hui riscoprì questa pietra miliare, la decifrò e la catalogò come prezioso reperto del periodo Silla e dei tre regni di Corea.